# Brief des Paulus an die Epheser
| Neues Testament |
| --- |
| Evangelien |
| - Matthäus - Markus - Lukas - Johannes |
| Apostelgeschichte |
| Paulusbriefe |
| - Römer - 1. Korinther - 2. Korinther - Galater - Epheser - Philipper - Kolosser - 1. Thessalonicher - 2. Thessalonicher - 1. Timotheus - 2. Timotheus - Titus - Philemon - Hebräer |
| Katholische Briefe |
| - Jakobus - 1. Petrus - 2. Petrus - 1. Johannes - 2. Johannes - 3. Johannes - Judas                                                                                                 |
| Offenbarung |

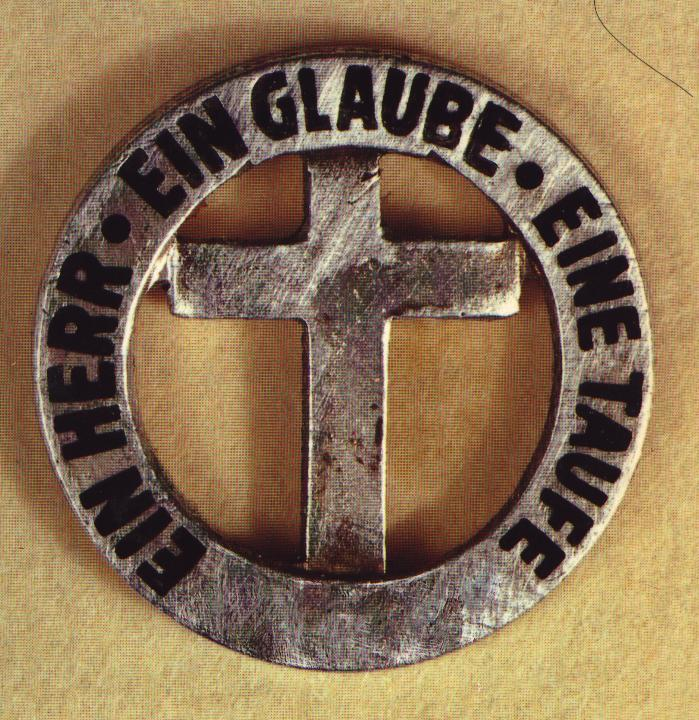
Historische Anstecknadel mit dem aus dem Epheserbrief entnommenen Motto der deutschen Baptisten – Ein Herr, ein Glaube, eine Taufe

Der Brief des Paulus an die Epheser (kurz Epheserbrief, Abkürzung Eph) ist ein Buch des Neuen Testaments, des zweiten Teils der christlichen Bibel. In der deutschsprachigen Exegese hat sich seit Mitte des 20. Jahrhunderts ein weitgehender Konsens herausgebildet, wonach der Epheserbrief nicht zu den sieben authentischen Paulusbriefen gehört, sondern das Werk eines Paulusschülers ist. In der englischsprachigen neutestamentlichen Wissenschaft gilt dieser Konsens so nicht; hier tritt ein Teil der Fachleute für die paulinische Verfasserschaft des Schreibens ein, was im deutschsprachigen Bereich vor allem von konservativ-evangelikalen Exegeten aufgenommen wird. Die Konsequenzen für die Geschichte des Urchristentums und die Theologie des Paulus sind erheblich, je nachdem ob der Epheserbrief als paulinisch gilt oder nicht.
Der Epheserbrief ist ein theologischer Traktat, der in Briefform gekleidet ist. Die ethische Unterweisung (Paränese) im zweiten Briefteil nimmt deutlich mehr Raum ein als die lehrhaften Ausführungen im Eingangsteil. Das Schreiben wird seit dem Mittelalter in sechs Kapitel unterteilt.

## Einleitungsfragen

### Entstehungsort und -zeit
Wenn man den Epheserbrief für das Werk eines Paulusschülers hält, lässt sich eine Entstehung nach dem Kolosserbrief, aber vor den Briefen des Ignatius von Antiochia vermuten. So kommt man zu folgenden Datierungsversuchen:
- um das Jahr 100 n. Chr. (Philipp Vielhauer)
- Anfang der 90er Jahre (Joachim Gnilka)
- 80–90 n. Chr. (Franz Mußner, Rudolf Schnackenburg, Petr Pokorńy, Ernest Best)
- 70–90 n. Chr. (Ulrich Luz)
- 60 n. Chr. (Klaus Berger und Christiane Nord)

Im westlichen Kleinasien, wo die Autorität des Paulus von Tarsus viel galt, sei auch der Abfassungsort des Schreibens zu suchen. Der Epheserbrief entstand demnach in der Region, deren Zentrum die antike Metropole Ephesus bildete. Eberhard Faust, der als Erster dem Epheserbrief eine detaillierte sozialgeschichtliche Untersuchung widmete, sieht dieses Schreiben vor dem Hintergrund des verlorenen Ersten Jüdischen Krieges, der für die Juden und Judenchristen der Asia die demütigende Re-Integration in die Pax Romana zur Folge hatte. Dagegen stelle der Epheserbrief für eine heidenchristliche Leserschaft die bleibende Bedeutung der judenchristlichen Tradition in der Kirche heraus.
Exegeten, die an der paulinischen Verfasserschaft festhalten, datieren ihn in die letzten Lebensjahre des Apostels. Jacob Thiessen zufolge schrieb Paulus den Brief am Ende seiner ersten Gefangenschaft in Rom, im Frühjahr (März?) des Jahres 62. Zeitnah habe der Apostel in römischer Haft den Epheser-, Kolosser- und Philemonbrief verfasst, einige Tage oder Wochen später den Philipperbrief.

### Adressaten
Bei der Adresse des Epheserbriefes wird unterschieden zwischen der Überschrift (Inscriptio), die der Text erst bei Anlage der neutestamentlichen Briefsammlung erhielt, und der Adressatenangabe (Adscriptio) am Briefeingang (Präskript):
- Die Inscriptio Πρὸς Ἐφεσίους Pròs Ephesíous „An die Epheser“ kommt in allen bekannten Handschriften vor.
- Die Adscriptio ἐν Ἐφέσῳ en Ephésō „in Ephesus“ (Eph 1,1 LUT) wird von den meisten Handschriften geboten, von den ältesten und besten Zeugen (unter anderen: P46, Vaticanus, Sinaiticus) aber nicht. Mehrere antike christliche Autoren lasen in ihrem Exemplar des Epheserbriefs die Worte ἐν Ἐφέσῳ im Präskript nicht. Statt des Mehrheitstextes („den Heiligen, die in Ephesus sind, und [den] Gläubigen in Christus Jesus“) lasen sie: „den Heiligen, die auch Gläubige in Christus Jesus sind“, vielleicht auch nur: „den Heiligen und Gläubigen in Christus Jesus“.[5]

Vielhauer schloss daraus: „Der Text 1,1 ohne Ortsangabe ist der bestbezeugte, erreichbar älteste und sicher auch der ursprüngliche; denn es gibt keinen vernünftigen Grund, warum eine Ortsangabe … gestrichen worden sein sollte, wogegen es verständlich ist, daß man dem als Mangel empfundenen Fehlen einer Ortsangabe abhalf.“
Da das Präskript ohne Ortsangabe nicht sinnvoll und der von Vaticanus und Sinaiticus gebotene Text grammatisch unmöglich sei, vermutete z. B. Ulrich Luz, dass der Brief ein Rundschreiben war und an dieser Stelle eine Lücke hatte, in die der Name der jeweiligen Empfängergemeinde eingetragen werden konnte. Für ein Rundschreiben spricht, dass man aus dem Brief nichts über die Situation der Empfänger erfährt bzw. der Verfasser sie nicht genauer zu kennen scheint. Dagegen spricht, dass kein neutestamentliches Manuskript bekannt ist, in dem an dieser Stelle ein anderer Ortsname als Ephesus steht. Peter Stuhlmacher meint, Paulus habe einem Mitarbeiter, möglicherweise Tychikus (Eph 6,21) ein Rundschreiben zur Verlesung in den neugegründeten christlichen Gemeinden Kleinasiens mitgegeben; das Exemplar im „Gemeindearchiv von Ephesus“ sei erhalten geblieben, nach dem Tod des Apostels überarbeitet und als eine Art Programmschrift der Paulusschule ausgestaltet worden – den uns vorliegenden Epheserbrief.
Gegen das Gewicht von P46, Vaticanus und Sinaiticus vertreten Rainer Schwindt, Harold Hoehner und Clinton E. Arnold in neueren Arbeiten die These, dass ἐν Ἐφέσῳ „in Ephesus“ zum ursprünglichen Text des Präskripts gehörte; letzterer verbindet dies mit der Rundschreiben-These: Der Brief habe in den paulinischen Gemeinden in der Gegend von Ephesus zirkuliert. Auch Andreas Lindemann, der den Epheserbrief einem Paulusschüler zuschreibt, plädiert für die Ursprünglichkeit der Ortsangabe Ephesus; da die enge Beziehung des Paulus gerade zu dieser Gemeinde bekannt gewesen sei, habe der Verfasser sein Werk mit der fiktiven Adresse „Ephesus“ versehen.

### Verfasser

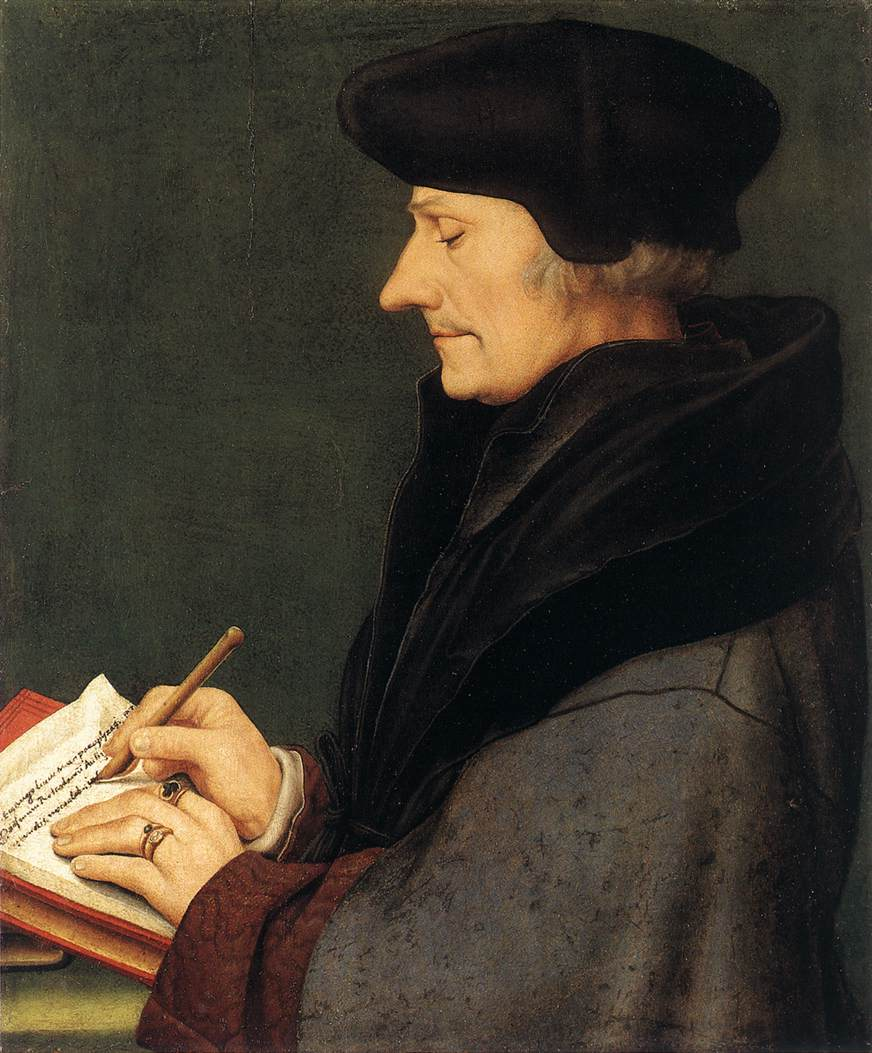
Erasmus von Rotterdam war der erste Gelehrte, der die paulinische Autorschaft des Epheserbriefs bezweifelte. Er schrieb 1519 in seinen Anmerkungen zum Neuen Testament: Sicher unterscheidet sich der Stil so sehr von anderen Paulusbriefen, dass er von einem anderen stammen könnte. (Hans Holbein d. J.: Desiderius Erasmus, 1530, Kunstmuseum Basel)

Luz stellte einen weitgehenden und konfessionsübergreifenden Konsens der historisch-kritischen Exegese fest, wonach der Epheserbrief nicht von Paulus verfasst worden sei, sondern von einem Schüler des Apostels. Die Minderheitsmeinung, der Epheserbrief sei ein Altersbrief des Paulus, wurde von Heinrich Schlier vertreten, konnte sich aber in der deutschsprachigen neutestamentlichen Wissenschaft gegen die Argumente, die gegen paulinische Verfasserschaft sprechen, nicht durchsetzen:
- Stil: Der Verfasser liebt lange Sätze und Wortreichtum (Plerophorie), wobei die syntaktische Struktur oft unklar bleibt. An die Stelle von Argumentation tritt Assoziation. Das ist nach Ansicht der meisten Exegeten kein Altersstil des Paulus, hat aber Ähnlichkeit mit dem Kolosserbrief. „Wäre der Kolosserbrief von Paulus selbst geschrieben, so müßte die Frage auch beim Epheserbrief neu aufgerollt werden.“[14]
- Theologie: Wenn man die Rechtfertigungslehre, wie sie im Römerbrief dargelegt wird, für das Zentrum paulinischer Theologie hält, erscheint der Epheserbrief als unpaulinisch. Luz warnt hierbei jedoch vor einem Zirkelschluss.[15]
- Abhängigkeit des Epheser- vom Kolosserbrief. Für Hans Conzelmann und Andreas Lindemann können beide Texte unmöglich unabhängig voneinander entstanden sein. Dem Kolosserbrief müsse aber die Priorität zukommen, denn er beziehe sich konkret auf eine einzelne Gemeinde, deren Situation aus dem Schreiben erkennbar werde; der Epheserbrief stelle quasi die ins Grundsätzliche erhobene Überarbeitung und Weiterentwicklung des Kolosserbriefs dar.[16] Hans Hübner bezeichnet den Verfasser des Epheserbriefs wegen seiner Abhängigkeit vom „Deuteropaulus“ des Kolosserbriefs als „Tritopaulus“.[17]

Luz zufolge waren literarische Werke, die Schüler im Geiste und unter dem Namen ihrer Lehrer verfassten, in der Antike durchaus akzeptiert, im Gegensatz zu Fälschungen, in denen mit literarischen Mitteln versucht wurde, Echtheit vorzutäuschen. Er verweist darauf, dass der Verfasser des Epheserbriefs nichts dafür tue, um sich als Paulus auszugeben. So handle es sich um eine typische Schülerarbeit. Bart D. Ehrman lehnt eine solche Differenzierung von Schülerarbeit und Pseudepigraphie ab: „Der Verfasser versucht mehrfach, glaubhaft zu machen, er wäre Paulus. Er war aber nicht Paulus. Er war ein Anhänger von Paulus, vertrat nicht-paulinische Auffassungen, schrieb später.“ Zu den wenigen modernen Vertretern einer paulinischen Autorenschaft des Epheserbriefs gehört z. B: der Paulusforscher N. T. Wright: Für ihn ist der Brief „höchstwahrscheinlich paulinisch“.

### Paulusschule
Grundsätzlich stellte sich der Epheserbrief dem Problem, dass Paulus tot war und die christlichen Gemeinden der Asia damit ihre einheitsstiftende Bezugsgröße verloren hatten. Der Epheserbrief antwortete darauf – im Namen des Paulus. Er bot etwas Neues an, um eine gemeinsame christliche Identität zu ermöglichen: die universale Kirche als mystischer Leib des Christus.
Wenn der Verfasser des Epheserbriefs der Paulusschule zugerechnet wird, so heißt das, dass er aus einem Kontext kam, in dem Wichtiges aus der paulinischen Theologie lebendig geblieben war. Conzelmann ging so weit, sich in Ephesus einen organisierten Lehrbetrieb vorzustellen, der schon zu Lebzeiten des Apostels existiert habe. Andere Exegeten bezeichnen den Kreis, der die Paulusbriefe sammelte und überlieferte, als Paulusschule.

### Verhältnis zum Kolosserbrief
Konsens ist, dass Kolosserbrief und Epheserbrief sich im Wortschatz und im Schreibstil nahestehen. Beispiele hierfür sind:
- Die Formel für das Sein in Christus, en ho („in dem“). Sie kommt in den Versen 1,7 LUT, 1,11 LUT, 1,13 LUT, 2,21–22 LUT und 3,12 LUT und in Kol 1,14 LUT, 2,3 LUT und 2,12 LUT vor. Beide Briefe verwenden diese Formel nur im theologischen Lehrteil der Briefe (Kol 1–2; Eph 1–3).
- Das identifizierende ho estin („das ist“).
- Überlange Sätze mit nur wenigen von Paulus in anderen Briefen verwendeten Konjunktionen und Partikeln.
- Genitiv-Ketten wie Kol 1,5 LUT „im Wort der Wahrheit des Evangeliums“.

Die Ähnlichkeit beider Briefe war Andreas Hyperius bereits 1582 aufgefallen. Die Mehrheit der Exegeten geht davon aus, dass der Verfasser des Epheserbriefs den Kolosserbrief nicht nur gut kannte, sondern ihn literarisch benutzte. Nur so erklärt sich nach Luz, dass „nicht nur viele Anklänge an den Wortlaut des Kolosserbriefes im Epheserbrief auftauchen, sondern … auch die Reihenfolge des Kolosserbriefes in diesen Anspielungen weithin bewahrt ist.“ Als schlagenden Beweis für die Abhängigkeit vom Kolosserbrief nennt Ehrman Eph 6,21–22 , zwei Verse, die 29 Worte aus Kol 4,7–8  übernehmen. Der Verfasser des Epheserbriefs habe, so Luz, den von ihm für echt gehaltenen Kolosserbrief benutzt, weil er als Paulusschüler möglichst nah an den Worten seines Lehrers bleiben wollte. Es ist allerdings nicht so, dass er die heute als authentisch angesehenen Paulusbriefe nicht gekannt hätte. Er zeigt Kenntnis des Römerbriefs, der beiden Korintherbriefe, des Galaterbriefs und vielleicht des 1. Thessalonicherbriefs, möglicherweise hat er auch Röm 12 literarisch benutzt. Warum der anonyme Paulusschüler sich bei Kenntnis mehrerer Paulusbriefe gerade an den Kolosserbrief anlehnte, kann nur vermutet werden. Luz weist darauf hin, dass die ethische Unterweisung dem Verfasser des Epheserbriefs besonders wichtig gewesen sei und er in diesem Teil des Briefes auch besonders stark den Kolosserbrief nutzte. Im Gegensatz zu dem ethischen Teil der nach heutiger Exegetenmeinung echten Paulusbriefe war die Paränese des Kolosserbriefs wenig auf konkrete Situationen bezogen und deshalb auch für die Leserschaft des Epheserbriefs leichter adaptierbar.
Andere Forscher vertreten die These, dass beide Briefe auch vom selben Verfasser stammen könnten.

## Gliederung
Die literarische Integrität des Epheserbriefs ist Konsens, bis auf zwei mögliche Glossen (Eph 2,5b und Eph 2,8 f.). Das Briefcorpus kann nach Conzelmann/Lindemann folgendermaßen gegliedert werden:

### Kapitel 1 bis 3: Lehre
- 1,3–23 Doppeltes Proömium, wobei die Verse 3 bis 14 als Eulogie gestaltet sind, worauf in 15 bis 23 eine Eucharistie (Danksagung) folgt.
- 2,1–10 Konsequenzen des rettenden Handelns von Jesus Christus für den individuellen Christen (Soteriologie). In diesem Briefabschnitt gibt es enge Berührungen mit dem Kolosserbrief und eine „geradezu schlagwortartige Verwendung von Begriffen aus der paulinischen Theologie“.[31]
- 2,11–22 Die Kirche wird als kosmische Einheit beschrieben.
- 3,1–13 Die Kirche gründet sich auf die Lehre der Apostel.
- 3,14–21 Eine Danksagung schließt den lehrhaften Teil des Briefes ab.

### Kapitel 4 bis 6: Ethische Unterweisung (Paränese)
Kapitel 4 ist durch Spruchethik gekennzeichnet. Ab 5,22 ff. findet man eine gegenüber dem Kolosserbrief erweiterte sogenannte Haustafel, ab 6,10 ff. eine dualistische Kampfethik (siehe Waffenrüstung Gottes).
Die ethischen Weisungen sind gegenüber den Paulusbriefen nicht in allen Punkten neu, wohl aber die Begründung. Grundlage der Ethik ist nicht die Rechtfertigung, sondern die Eingliederung des individuellen Christen in den kosmischen Christusleib, die Kirche. Ein Unterschied zur paulinischen Auffassung liegt darin, dass die Ehe als prinzipiell mit dem Glauben vereinbar gedacht wird, ja sogar eine Analogie der Beziehungen Christus-Kirche und Mann-Frau eingeführt wird (Eph 5,22-33), wohingegen Paulus davon ausgeht, dass die Eheleute nicht ungeteilt dem Herrn dienen können (1Kor 7,33-35).
Der „Weckruf“ Eph 5,14 ist vermutlich Zitat aus der Liturgie einer urchristlichen Tauffeier. Man kann ihn mit Lobliedern aus Qumran (z. B. 1 QH XI 19.21–23) vergleichen, das zeigt den jüdischen Hintergrund des Textes.

## Religionsgeschichtliche Probleme

### Epheserbrief und Gnosis
Die religionsgeschichtliche Einordnung war im 20. Jahrhundert ein Schwerpunkt der Forschung zum Epheserbrief. Rudolf Bultmann hatte die johanneische Theologie und die paulinische Christologie auf ihre Beziehung zum gnostischen Mythos befragt; die möglichen Einflüsse der Gnosis auf die Deuteropaulinen (Kolosser- und Epheserbrief) hatte er jedoch seinem Schülerkreis (Heinrich Schlier, Ernst Käsemann) überlassen. Unter den Kritikern dieses Erklärungsmodells ist besonders Franz Mußner zu nennen. Er legte einen Gegenentwurf vor, der ohne gnostische Elemente auskam, seinerseits aber von Käsemann kritisch hinterfragt wurde. Mußner zog insbesondere die Qumran-Literatur zum Verständnis des Epheserbriefs hinzu.
Die gnostische Deutung der Bultmann-Schule wird im Folgenden nach Hans Conzelmann und Andreas Lindemann referiert. Diese beiden Exegeten wiesen besonders auf die Aufhebung des historischen Denkens im Epheserbrief hin, an die Stelle eines zeitlichen Kontinuums sei die Vorstellung eines sich zwischen Erde und Himmeln ausspannenden Raumes getreten.
In der Antike wurde meist ein dreistöckiges Weltbild vorausgesetzt (Himmel, Erde, Unterwelt). Der Epheserbrief teilt dieses nicht. Er kennt keine Unterwelt, sondern die Erde unten, die in Zonen eingeteilten Himmel darüber. In der untersten Himmelszone hat der Teufel seinen Machtbereich. Die Menschen ragen in diese Himmelszone hinein und sind deshalb seinem Einfluss ausgesetzt. In der oberen Himmelszone herrscht Gott. Die Kirche als kosmischer Christusleib ragt in diese Zone hinein und ist damit der Macht des Teufels entzogen, so auch die individuellen Christen, die diesem kosmischen Organismus eingegliedert sind.
Das Weltbild des Epheserbriefes hat nach Conzelmann/Lindemann Parallelen im gnostischen Schrifttum. Typisch für die Gnosis ist die Annahme einer kosmischen Mauer, die die obere Lichtwelt nach unten hin abgrenzt und die nur der Gnostiker mit Hilfe des Erlösers überwinden kann. In der Forschung wird diskutiert, ob diese Vorstellung der kosmischen Mauer auch vom Epheserbrief (Eph 2,14 ) geteilt wird.
Das Wort ἐκκλησία ekklesía bezeichnet im Epheserbrief stets die universale Kirche, nicht die Ortsgemeinde. Ihr Fundament sind die Apostel und Propheten (Eph 2,20 ). Sie sind Empfänger der Offenbarung Gottes (Eph 3,5 ).
Eine Nähe zur Gnosis sehen Conzelmann und Lindemann nicht nur im Weltbild, sondern auch in der Christologie und der Anthropologie des Epheserbriefs:
- Christologie: Die Kreuzigung Jesu und die Hoffnung auf Gottes Handeln in der Zukunft (futurische Eschatologie) „spielen keine wirkliche Rolle mehr und werden nur noch nebenher erwähnt.“[38]
- Anthropologie: Der Christ ist dem Einfluss der Mächte dieser Welt entzogen. Zwar gibt es noch eine Auseinandersetzung mit der Welt, aber die Christen sind durch ihre spirituelle Waffenrüstung geschützt. Der Sieg ist ihnen sicher.[39]

### Epheserbrief und hellenistisches Judentum
Eine Alternative oder auch Ergänzung zur gnostischen Deutung des Epheser- und Kolosserbriefs stellt die Bezugnahme auf die jüdisch-hellenistische Literatur, besonders die Schriften Philons von Alexandria dar. Diesem vor allem von Harald Hegermann entwickelten Ansatz folgte unter den deutschsprachigen Kommentatoren Joachim Gnilka. Im Gegensatz zu der von Conzelmann/Lindemann vertretenen Ungeschichtlichkeit des Epheserbriefs legte Eberhard Faust eine Interpretation des Textes vor, die diesen in das Referenzsystem des hellenistischen Judentums stellte. Dieses sei die Quelle für das vom Epheserbrief vertretene „gnoseologische Heilsverständnis“ – die Überzeugung, dass man durch Inspiration schon im Hier und Jetzt das himmlische Sein der Gotteswelt über dem Kosmos erkennen und damit für sich realisieren könne.
Auch Rainer Schwindt interpretiert den Epheserbrief vorwiegend auf dem Hintergrund des hellenistischen Judentums und folgt damit einem in der neueren Exegese festzustellenden Trend. „Je überzeugender dies gelingt, umso fragwürdiger wird eine gnostische Interpretation, die auf deutlich später anzusetzende Texte verweisen muß.“ Udo Schnelle hebt ebenfalls als Vorzug der jüdisch-hellenistischen Deutung hervor, dass ihre Vertreter mit Quellen arbeiten können, die älter sind als der Epheserbrief.

## Wirkungsgeschichte
Nach Annemarie C. Mayer wirkte der Epheserbrief in traditionellen konfessionellen Denkmustern polarisierend. Stützten sich die Kirchen der Reformation eher auf die authentischen Paulusbriefe, so war die römisch-katholische Kirche stark am Epheserbrief und den Pastoralbriefen interessiert. Wie suggestiv diese Polarisierung war, zeige die Biographie des Exegeten Heinrich Schlier, dessen intensive Beschäftigung mit dem Epheserbrief zu seiner Konversion zum Katholizismus führte.
Rezipiert wurde vor allem die im Epheserbrief entfaltete Lehre von der universalen Kirche als dem kosmischen Leib Christi. Genauer: dieser Organismus hat für den Epheserbrief soteriologische Bedeutung, er ist ein Heilsraum, in den die Christen mit der Taufe eintreten und so gerettet werden. Wie das von römisch-katholischer Ekklesiologie aufgenommen wurde, fasst Jürgen Werbick zusammen: „Damit sind die Linien einer Entwicklung vorgezeichnet, die über Möhler und die Enzyklika Mystici corporis Christi bis in die Gegenwart reicht und die Metapher des ekklesialen Leibes Christi so ausformulierte, als sei die Kirche die unmittelbare Nachfolgerin des fleischgewordenen Wortes…“
Jenseits konfessioneller Lektüren besitzt der Epheserbrief auch Potential für das ökumenische Gespräch. Als einzige Schrift des Neuen Testaments reflektiert er über die Einheit der Kirche und stellt sich dem Problem, dass Christen unterschiedlicher Traditionen (Juden und Heiden) in der Ekklesia zusammenfinden.

### Textausgabe
- Institut für Neutestamentliche Textforschung Münster (Hrsg.): Novum Testamentum Graece (Nestle-Aland). 28., revidierte Ausgabe, Deutsche Bibelgesellschaft, Stuttgart 2012. ISBN 978-3-438-05160-8.

### Hilfsmittel
- Walter Bauer, Kurt Aland: Griechisch-deutsches Wörterbuch zu den Schriften des Neuen Testaments und der frühchristlichen Literatur. Walter de Gruyter, 6., völlig neu bearbeitete Auflage, Berlin u. a. 1988. ISBN 978-3-11-010647-3.

### Überblicksdarstellungen, Fachlexika
- Franz Mußner: Epheserbrief. In: Theologische Realenzyklopädie 9 (1982), S. 743–753.
- Gerhard Sellin: Epheserbrief. In: Religion in Geschichte und Gegenwart (RGG). 4. Auflage. Band 2, Mohr-Siebeck, Tübingen 1999, Sp. 1344–1347.

### Bibliographie
- William W. Klein: The Book of Ephesians. An Annotated Bibliography (= Books of the Bible. Band 8). Garland, New York u. a. 1996. ISBN 0-8153-0364-5.
- Watson E. Mills: Ephesians (= Bibliographies for Biblical Research, New Testament Series 10). Mellen Biblical Press, Lewiston NY u. a. 1999. ISBN 0-7734-2472-5.

### Kommentare
- Clinton E. Arnold: Ephesians (= Zondervan Exegetical Commentary on the New Testament), Grand Rapids, Michigan 2010.
- Markus Barth: Ephesians. The Anchor Bible 34/34A. 2 Bände Doubleday, New York, 8. Pr. 1984. ISBN 0-385-08037-9.
- Ernest Best: A Critical and Exegetical Commentary on Ephesians (= International Critical Commentary). T. & T. Clark, Edinburgh (1998) 2001. ISBN 0-567-08565-1.
- Frederick F. Bruce: The Epistle to the Colossians, to Philemon, and to the Ephesians (= The New International Commentary on the New Testament). Eerdmans, Grand Rapids 2007. ISBN 978-0-8028-2510-0.
- Joachim Gnilka: Der Epheserbrief (= Herders Theologischer Kommentar zum Neuen Testament. Band 10/2) Herder, Freiburg i.Br. 2002. ISBN 3-451-16275-X.
- Hans Hübner: An Philemon, an die Kolosser, an die Epheser (= Handbuch zum Neuen Testament. Band 12). Mohr, Tübingen 1997. ISBN 3-16-146775-2.
- Andrew T. Lincoln: Ephesians (= Word Biblical Commentary. Band 42). Word, Waco u. a. 1990. ISBN 0-8499-0241-X.
- Andreas Lindemann: Der Epheserbrief (= Zürcher Bibelkommentare.NT. Band 8). Theologischer Verlag, Zürich 1985. ISBN 3-290-14737-1.
- Ulrich Luz: Der Brief an die Epheser. In: Jürgen Becker, Ulrich Luz: Die Briefe an die Galater, Epheser und Kolosser (= Das Neue Testament Deutsch. Band 8,1). Vandenhoeck und Ruprecht, Göttingen 18. Aufl. (1. Aufl. der Neubearbeitung) 1998. ISBN 3-525-51340-2 (allgemeinverständlich; Digitalisat).
- John Muddiman: A Commentary on the Epistle to the Ephesians (= Black's New Testament Commentaries). Continuum, London u. a. 2001. ISBN 0-8264-5202-7
- Franz Mußner: Der Brief an die Epheser (= Ökumenischer Taschenbuchkommentar zum Neuen Testament. Band 10) (= Gütersloher Taschenbücher Siebenstern. 509). Gütersloher Verlagshaus Mohn, Gütersloh; Echter-Verlag, Würzburg 1982, ISBN 3-579-04839-2.
- Pheme Perkins: Ephesians (= Abingdon New Testament Commentaries. Band 10). Abingdon Press, Nashville 1997, ISBN 0-687-05699-3.
- Josef Pfammatter: Epheserbrief, Kolosserbrief (= Die Neue Echter-Bibel. Band 10 und 12). 2. Aufl. Echter, Würzburg 1990, ISBN 3-429-01071-3, (allgemeinverständlich).
- Petr Pokorný: Der Brief des Paulus an die Epheser (= Theologischer Handkommentar zum Neuen Testament. Band 10/2). 2. korr. Auflage. Evangelische Verlagsanstalt, Leipzig 2013, ISBN 978-3-374-01389-0.
- Heinrich Schlier: Der Brief an die Epheser. Düsseldorf 1957.
- Rudolf Schnackenburg: Der Brief an die Epheser (= Evangelisch-Katholischer Kommentar. Band 10). 2. Aufl. Benziger, Düsseldorf; Neukirchener, Neukirchen-Vluyn 2003, ISBN 3-7887-0695-3.
- Helge Stadelmann: Epheserbrief (= Edition C Bibelkommentar Neues Testament. Band 14). Hänssler, Neuhausen-Stuttgart 1993, ISBN 3-7751-1860-8 (allgemeinverständlich, anwendungsbezogen).

### Monographien, Sammelbände und Zeitschriftenartikel
- Jacob Adai: Der Heilige Geist als Gegenwart Gottes in den einzelnen Christen, in der Kirche und in der Welt. Studien zur Pneumatologie des Epheserbriefes (= Regensburger Studien zur Theologie. Band 31). Lang, Frankfurt a. M. u. a. 1985. ISBN 3-8204-8211-3.
- Clinton E. Arnold: Power and Magic. The Concept of Power in Ephesians. 2. Aufl. Baker, Grand Rapids 1997. ISBN 0-8010-2143-X.
- Ernest Best: Essays on Ephesians. T. & T. Clark, Edinburgh 1997. ISBN 0-567-08566-X.
- Nils Alstrup Dahl: Studies in Ephesians. Introductory Questions, Text- & Edition-Critical Issues, Interpretation of Texts and Themes, hrsg. v. David Hellholm u. a. WUNT 131. Mohr Siebeck, Tübingen 2000, ISBN 3-16-147197-0.
- Gregory W. Dawes: The Body in Question. Metaphor and Meaning in the Interpretation of Ephesians 5:21-33. Biblical Interpretation Series 30. Brill, Leiden u. a. 1998, ISBN 90-04-10959-5.
- Eberhard Faust: Pax Christi et pax Caesaris. Religionsgeschichtliche, traditionsgeschichtliche und sozialgeschichtliche Studien zum Epheserbrief. (= Novum Testamentum et Orbis antiquus. Band 24). Universitätsverlag, Freiburg, Schweiz; Vandenhoeck & Ruprecht, Göttingen 1993, ISBN 3-525-53926-6.
- Karl Martin Fischer: Tendenz und Absicht des Epheserbriefes (=Forschungen zur Religion und Literatur des Alten und Neuen Testaments. Band 111.) Vandenhoeck & Ruprecht, Göttingen 1973 (Digitalisat)
- Karl-Heinz Fleckenstein: Ordnet euch einander unter in der Furcht Christi. Die Eheperikope in Eph 5,21-33. Geschichte der Interpretation, Analyse und Aktualisierung des Textes. Forschung zur Bibel 73. Echter, Würzburg 1994, ISBN 3-429-01633-9.
- Rüdiger Fuchs: Der Ort des Epheserbriefs in der paulinischen Chronologie und Theologie sowie sein Aufbau. In: Jahrbuch für evangelikale Theologie 28 (2014), S. 77–99.
- Michael Gese: Das Vermächtnis des Apostels. Die Rezeption der paulinischen Theologie im Epheserbrief. WUNT 2/99. Mohr Siebeck, Tübingen 1997. ISBN 3-16-146844-9.
- Klaus Haacker: Rezeptionsgeschichte und Literarkritik. Anfragen an die communio opinio zum Corpus Paulinum. In: Theologische Zeitschrift 65 (2009), S. 224–225. (online)
- Roy R. Jeal: Integrating Theology and Ethics in Ephesians. The Ethos of Communication (= Studies in Bible and Early Christianity. Band 43). Mellen Biblical Press, Lewiston NY u. a. 2000, ISBN 0-7734-7741-1.
- Andreas Lindemann: Bemerkungen zu den Adressaten und zum Anlaß des Epheserbriefes. In: Paulus, Apostel und Lehrer der Kirche. Mohr Siebeck, Tübingen 1999. S. 211–228.
- Annemarie C. Mayer: Sprache der Einheit im Epheserbrief und in der Ökumene. WUNT 2/150. Mohr Siebeck, Tübingen 2002, ISBN 3-16-147865-7.
- Thorsten Moritz: A Profound Mystery. The Use of the Old Testament in Ephesians (= Supplements to Novum Testamentum. Band 85). Brill, Leiden u. a. 1996, ISBN 90-04-10556-5.
- Bo Reicke: Re-examining Paul’s Letters. The History of the Pauline Correspondence. Trinity Press International, Harrisburg 2001.
- Rainer Schwindt: Das Weltbild des Epheserbriefes. Eine religionsgeschichtlich-exegetische Studie. WUNT 148. Mohr Siebeck, Tübingen 2002, ISBN 3-16-147848-7.
- Jacob Thiessen: Die umstrittenen Paulusbriefe – Abschriften oder Fälschungen? Intertextuelle, literarkritische und theologische Studien. Mit zwei Ergänzungen von Rüdiger Fuchs (= Studien zu Theologie und Bibel. Band 19). LIT Verlag, Münster u. a. 2016. ISBN 978-3-643-80239-2. (Rezension)
- Nicholas Thomas Wright: Paul in Fresh Perspective. Fortress Press, Minneapolis 2009.

### Auslegungsgeschichte
- Ronald E. Heine: The Commentaries of Origen and Jerome on St. Paul's Epistle to the Ephesians (= Oxford Early Christian Studies). Univ. Press, Oxford u. a. 2002, ISBN 0-19-924551-7
- Peter Kohlgraf: Die Ekklesiologie des Epheserbriefes in der Auslegung durch Johannes Chrysostomus. Eine Untersuchung zur Wirkungsgeschichte paulinischer Theologie (= Hereditas. Band 19). Borengässer, Bonn 2001, ISBN 3-923946-53-8.